# Um Amor Tão Grande Assim
Um Amor Tão Grande Assim é um álbum do Gerson Cardozo, lançado em 2005 pela Line Records.

## Faixas
1. Basta Uma palavra Sua
2. A dor da Solidão(Feelings)
3. Voz do Coração
4. Um Amor Tão Grande Assim
5. De Caído a Campeão
6. Decidindo Pela Fé
7. Honra E Prazer
8. Meu Filho
9. O Deus da Benção
10. Espera no Senhor
11. Herdeiro da Promessa
12. Faz a Diferença
13. Eis Me Aqui no Teu Altar